# Bedellia ehikella
Bedellia ehikella is een vlinder uit de familie venstermineermotten (Bedelliidae). De wetenschappelijke naam van de soort is voor het eerst geldig gepubliceerd in 1967 door Szocs.
De soort komt voor in de zuidelijke helft van Europa.